# Лів (острів)
Лів (болг. остров Лееве, трансліт. ostrov Leeve, IPA: [ˈƆstrof ˈlɛɛvɛ]) — низький незамерзаючий острів групи Оногур біля північно-західного узбережжя острова Роберт на Південних Шетландських островах, Антарктида. Простягається на 200 м у напрямку з південного сходу на північний захід та 80 м завширшки. Він відокремлений від острова Редіна проходом шириною 100 м.
Острів названий на честь річки Лів у горах Ріла, Болгарія.

## Розташування
Острів Лів знаходиться 1,46 км на північ від точки Місномер та 640 м на південний захід від пункту Шипот. Болгарське Картографування 2009 року.

## Карти
- Острів Лівінгстон до острова Кінг Джордж. Масштаб 1: 200000. Морська карта Адміралтейства 1776. Тонтон: Гідрографічне бюро Великої Британії, 1968.
- Л. Л. Іванов. Антарктида: острови Лівінгстон та Гринвіч, Роберт, Сноу та Сміт [Архівовано 24 квітня 2008 у Wayback Machine.] . Масштаб 1: 120000 топографічної карти. Троян: Фонд Манфреда Вернера, 2009.ISBN 978-954-92032-6-4 (друге видання 2010 р.,ISBN 978-954-92032-9-5)
- Антарктична цифрова база даних (ADD). [Архівовано 5 березня 2017 у Wayback Machine.] Масштаб 1: 250000 топографічної карти Антарктиди. Науковий комітет з антарктичних досліджень (SCAR). З 1993 року регулярно модернізується та оновлюється.

## Посилання

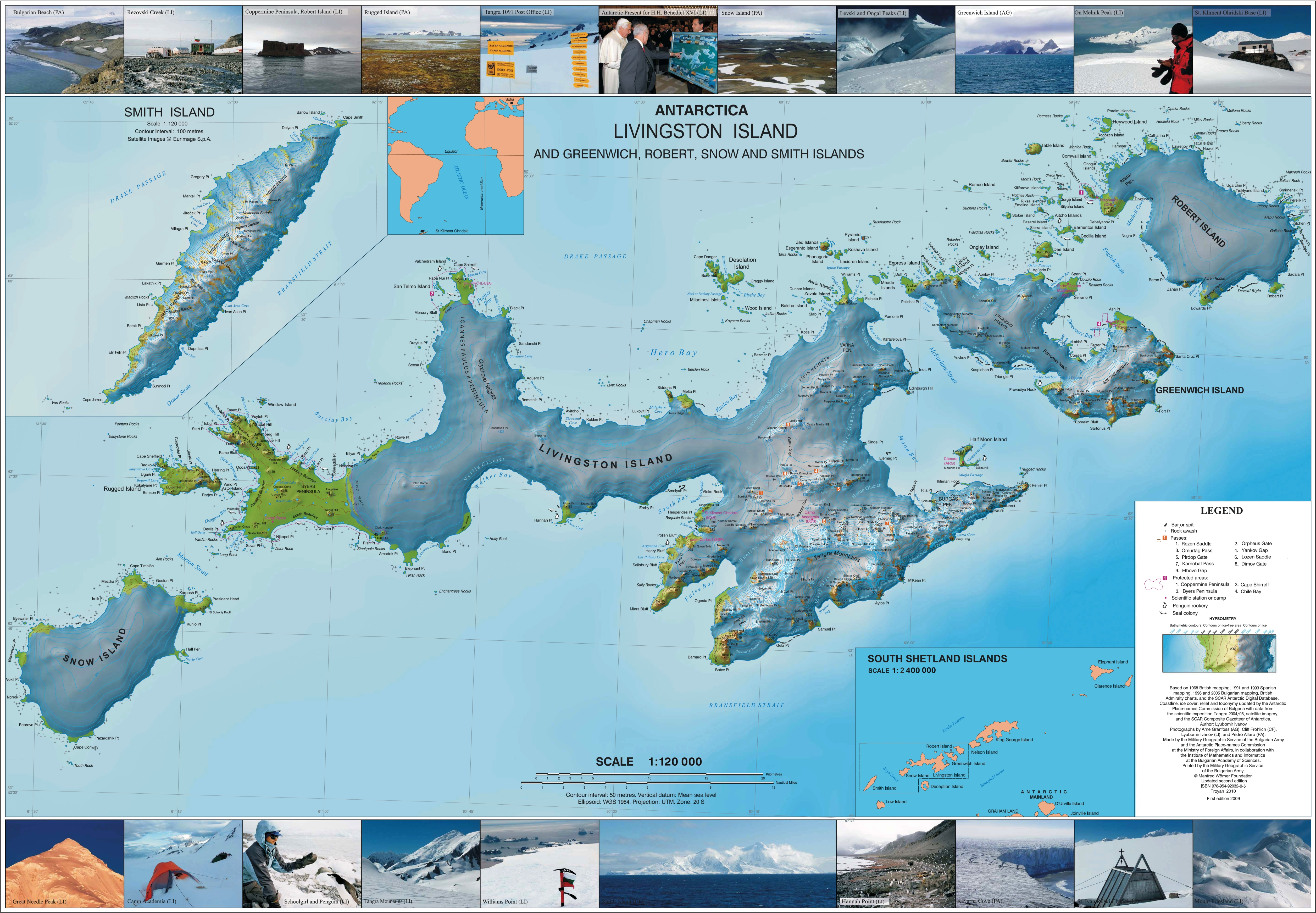
Топографічна карта островів Лівінгстон, Гринвіч, Роберт, Сноу та Сміт.